# Widzieńsko
Widzieńsko is een dorp in de Poolse woiwodschap West-Pommeren. De plaats maakt deel uit van de gemeente Stepnica en telt 160 inwoners.